# Henry Jackson Hunt

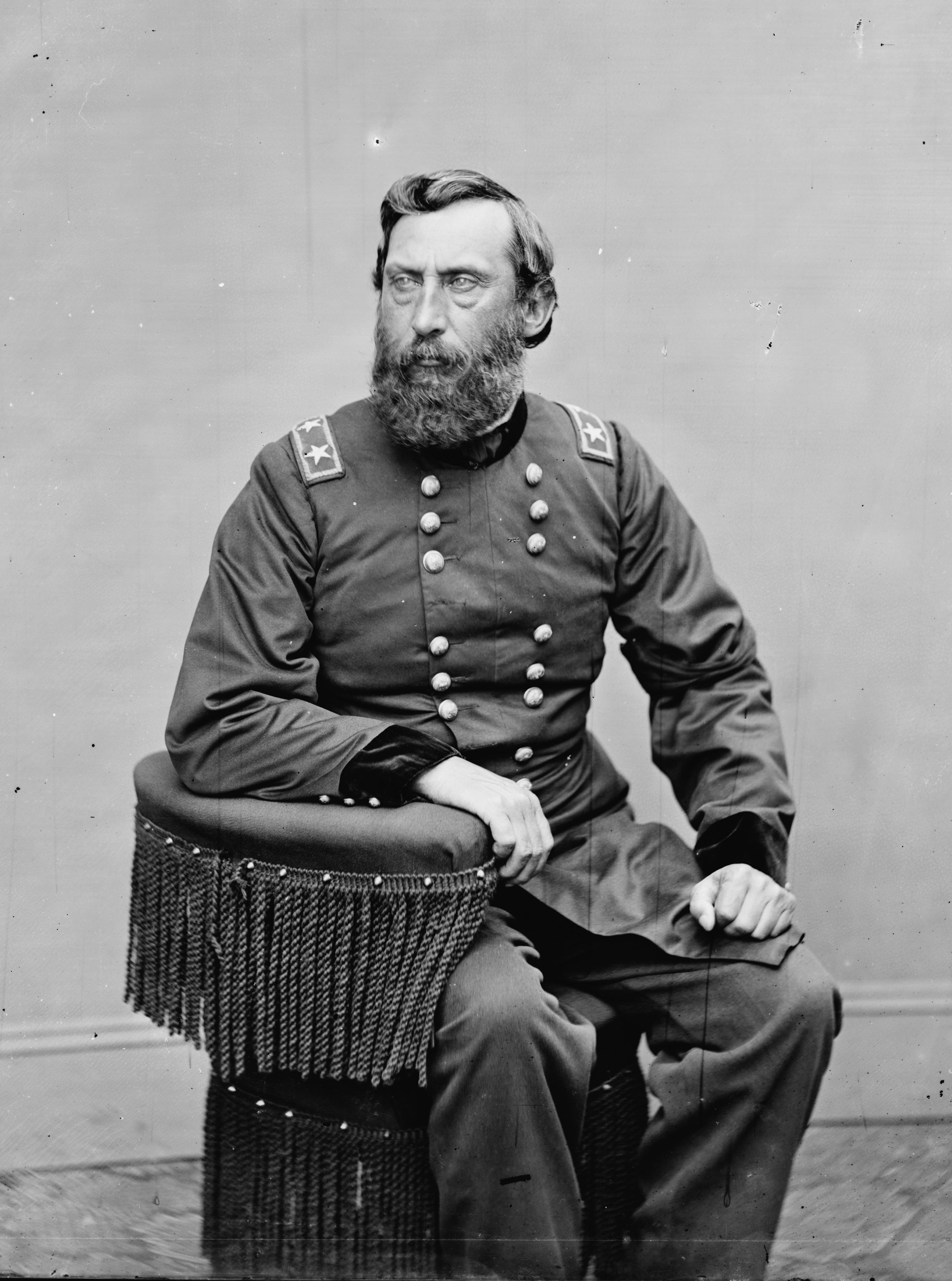
Henry Jackson Hunt

Henry Jackson Hunt (Detroit, 14 de setembro, 1819 – 11 de fevereiro, 1889) foi general da União durante a Guerra Civil dos Estados Unidos da América (Guerra da Secessão), chefe de artilharia do Exército do Potomac e uma das mais respeitadas autoridades no emprego de artilharia da sua época. A sua atuação foi crucial para o resultado de algumas das mais importantes batalhas daquele conflito, entre elas a de Malvern Hill e, em menor grau, a de Gettysburg.
Filho e neto de militares, Hunt nasceu em Detroit em 1819 e tornou-se órfão aos 10 anos de idade. Completou a sua educação com ajuda dos amigos da família. Graduou-se em West Point em 1839. Combateu na Guerra México-EUA como tenente de artilharia, sendo brevetado capitão pelo seu desempenho em Contreras e Churubusco, e major pela Batalha de Chapultepec.
No período de paz que se sucedeu, a sua mais importante contribuição foi a elaboração do manual de táticas de artilharia leve, em conjunto com W. F. Barry e W. H. French. O documento tornou-se a base para treinamento de artilheiros de ambos os lados da Guerra da Secessão.
No início da Guerra Civil, Hunt teve um papel destacado na campanha da Primeira Batalha de Bull Run (Primeira Batalha de Manassas). Tornou-se comandante da artilharia das defesas de Washington, D.C. No inverno 1861-1862 treinou a reserva de artilharia do Exército do Potomac, e em seguida participou da Campanha da Península.  Em Malvern Hill, suas baterias contando mais de 250 canhões reduziram os sucessivos assaltos das tropas de Robert Lee com tamanha eficiência que pouco trabalho restou à infantaria da União. Nessa batalha, os confederados registraram mais de 5.000 baixas. Lutou com distinção da Batalha de Antietam.  Em Setembro de 1862, foi promovido a General de Brigada. Comandou a artilharia da União durante a desastrosa Batalha de Fredericksburg. 
No dia 3 de julho de 1863, último dia da Batalha de Gettysburg, um novo ataque excessivamente  confiante de Lee teve o mesmo destino que em Malvern Hill: as peças de artilharia de Hunt dispostas  sobre Cemetery Ridge, castigaram terrivelmente os atacantes (famoso “Picket’s Charge”), com efeitos decisivos sobre a maior batalha da guerra. Esse combate foi um divisor de águas em termos de manejo de artilharia pelo Exército do Potomac. Embora em Malvern Hill Hunt já tivesse utilizado uma concentração maciça de mais de 60 peças, foi em Gettusburg que Hunt conseguiu utilizar pela primeira vez uma verdadeira reserva de artilharia. Essa revolução, possível devido a confiança praticamente ilimitada que comandante Meade depositava em Hunt, permitiu que uma significativa parte das peças fosse libertada da subordinação às necessidades táticas imediatas dos comandantes dos corpos, para assumir um papel mais flexível e estratégico.
Em 1864, Henry Hunt conduziu operações que faziam parte do Cerco de Petersburg. Pela sua ação em Gettysburg foi brevetado Maj. General, primeiro dos voluntários, e depois do Exército Regular.
Com o fim da guerra, voltou a sua patente permanente de Ten. Coronel do 3º. Regimento de Artilharia. Em 1869, tornou-se Coronel do 5º. Regimento de Artilharia.  Durante a maior parte da tensa época da reconstrução, ficou estacionado nos estados do sul, onde ganhou a reputação pela justiça e moderação nas suas ações. Reformou-se em 1883, assumindo o posto de governador do Soldier’s Home em Washington, D.C. Até a sua morte em 1889 foi considerado a principal autoridade do país na ciência da artilharia.